# L'eredità di Schuyler
L'eredità di Schuyler (The Van Allen Legacy) è un romanzo dalla scrittrice statunitense Melissa de la Cruz, il quarto di una serie intitolata Sangue blu. Il romanzo continua il racconto delle vicende di giovani vampiri, iniziato nei romanzi precedenti.
Il libro è stato pubblicato in lingua originale nel 2010, e nello stesso anno in traduzione italiana.

## Trama
Shuyler è in fuga dal Conclave, che la ritiene responsabile della morte di Lawrene a Rio. Supportata da Oliver Hazard-Perry, fedele amico, fugge in giro per il mondo per circa un anno. Arrivati allo stremo, decidono di chiedere asilo al Conclave europeo, recandosi a Parigi dove Shuyler troverà Jack Force. Il Conclave è in crisi dopo le vicende di Rio e nessuno bada più alla fuga di Shuyler. Shuyler torna a New York accompagnata da Oliver in tempo per vedere Mimi alle prese con la riorganizzazione del suo legame.

## Edizioni
- Melissa de la Cruz, L'eredità di Schuyler, traduzione di Nello Giugliano, Fanucci Editore, 2010.